# Broňka
Broňka, česky také Suchoboronka nebo Suchá-Broňka (ukrajinsky Бронька, maďarsky Szuhabaranka), je obec v jednotném územním společenství Dovžanská vesnická komunita, v okrese Chust, v Zakarpatské oblasti Ukrajiny. Částí obce Broňka je Sucha. V roce 2025 žilo v Broňce 1812 obyvatel; v celé obci žilo 3718 obyvatel.

## Historie
Od 2. poloviny 13. stol. zde byl Bronecký hrad, o kterém první písemná zmínka pochází z roku 1265, kdy byl uveden pod názvem Borynka. První písemná zmínka o obci pochází z roku 1464. Do uzavření Trianonské smlouvy byla obec součástí Uherska, poté byla součástí první československé republiky. Od roku 1945 byla obec součástí Ukrajinské sovětské socialistické republiky, která byla součástí SSSR. Od roku 1991 je obec součástí nezávislé Ukrajiny.

### Historie názvu obce
1273: Borynka, 1274: Baranka, 1321: Baranca, 1341: Baranka, 1454: Boronica, Bronyka, 1460: Bronka, 1468: Branka, 1555: Boronka , 1725: Bronyka, 1773: Szuhha Bronka, 1808: Bronyka, Suchá Broňka, 1828: Bronyka, 1838: Bronyka, 1851: Bronyka, 1877: Szuha-Bronyka, 1913: Szuhabaranka, 1922: Suchoboronka, 1930: Broňka, 1944: Szuhabaranka, Суха Бронька, 1983: Бронька

## Zajímavosti
- Na východ od obce je zoologická rezervace Ričan a ichtyologická rezervace Rika.
- Přes obec vede Boržavská hospodářská dráha.[2][3]